# リッチモンド・ツウィード
リッチモンド・ツウィード地域（リッチモンド・ツウィードちいき、英: Richmond-Tweed Region）は、オーストラリア連邦・ニューサウスウェールズ州北東部の地域である。

## 地理

ニューサウスウェールズ州の地方自治体

### 地域

#### 地方行政区分
リッチモンド・ツウィードは以下の自治体とサバーブで構成されている。
- バリーナ・シャイア
- バイロン・シャイア
- カイオーグル・カウンシル
- シティ・オブ・リズモー
  - リズモー
- リッチモンドバレー・カウンシル
- ツウィード・シャイア
  - ツウィードヘッズ

| 地方自治体                     | 自治体設立日              | 自治体設立日 | 面積  | 面積    | 面積 | 人口   | 人口 | 地図 |
| 地方自治体                     | ミュニシパリティ/シャイア | 市           | Km2   | マイル2 | 順位 | (2018) | 順位 | 地図 |
| ------------------------------ | ------------------------- | ------------ | ----- | ------- | ---- | ------ | ---- | ---- |
| バリーナ・シャイア             | 1976年                    |              | 485   | 187     | 6    | 44,208 | 2    |      |
| バイロン・シャイア             | 1906年3月6日              |              | 566   | 219     | 5    | 34,574 | 4    |      |
| カイオーグル・カウンシル       | 1906年3月6日 (シャイア)   |              | 3,584 | 1,384   | 1    | 8,870  | 6    |      |
| シティ・オブ・リズモー         | 1879年(ミュニシパリティ)  | 1946年9月9日 | 1,288 | 497     | 4    | 43,843 | 3    |      |
| リッチモンドバレー・カウンシル | 2000年2月                 |              | 3,047 | 1,176   | 2    | 23,399 | 5    |      |
| ツウィード・シャイア           | 1947年1月1日              |              | 1,308 | 505     | 3    | 96,108 | 1    |      |